# Mantispa stenoptera
Mantispa stenoptera är en insektsart som beskrevs av Gerstaecker 1888. Mantispa stenoptera ingår i släktet Mantispa och familjen fångsländor. Inga underarter finns listade i Catalogue of Life.